# Elvira Van-Dúnem
Elvira Peregrina de Jesus Van-Dúnem é uma economista e política angolana. Filiada ao Movimento Popular de Libertação de Angola (MPLA), é deputada de Angola pela província de Bengo desde 28 de setembro de 2017.
Alexandre concluiu mestrado em Desenvolvimento Social e Económico. Trabalhou em funções do funcionalismo público desde os anos 1970, e também em cargos de assessoramento no MPLA.